# Bystropogon plumosus
Bystropogon plumosus là một loài thực vật có hoa trong họ Hoa môi. Loài này được (L.f.) L'Hér. mô tả khoa học đầu tiên năm 1789.